# François Saltiel
François Saltiel, né en 1983 à Gennevilliers,, est un journaliste, auteur, réalisateur et producteur de radio français.
Le grand public le découvre en 2015 à la télévision grâce à ses chroniques dans l'émission d'actualité 28 minutes, diffusée quotidiennement sur la chaîne Arte.
À la rentrée 2021, il rejoint la grille de la station France Culture pour produire et animer l'émission radiophonique Le Meilleur des mondes, qui traite de sujets liés au monde du numérique et des nouvelles technologies jusqu'à la fin de saison 2023. Parallèlement, il assure une chronique journalière sur la même thématique, Un monde connecté, dans la matinale de Guillaume Erner, Les Matins de France Culture.

## Biographie
En tant que journaliste, François Saltiel a contribué à plusieurs émissions de télévision et radio, : il a travaillé à la rédaction du magazine télé Culture Pub de 2000 à 2012, et sur la radio Le Mouv' (groupe Radio France), de 2012 à 2015.
En 2007, il cofonde la structure de production audiovisuelle Art2voir.
Il enseigne à l'université Sorbonne-Nouvelle et à l’Institut français de presse. Il est membre du Club XXIe siècle et ambassadeur de la conférence « TEDx Champs Élysées Women ».
Il est par ailleurs vice-président de l'association Txiki productions à l'origine du Txiki Festival ; ce festival de cinéma et d'éducation aux images et aux médias pour enfants a lieu à Biarritz depuis 2013.
De 2016 à 2021, il tient une chronique (consacrée notamment aux nouvelles technologies) dans l'émission 28 minutes sur la chaîne Arte. 
À partir de la rentée de septembre 2021, il produit sur la station France Culture l'émission hebdomadaire Le Meilleur des mondes, qui traite de sujets liés au monde du numérique et des nouvelles technologies. L'émission n'est pas renouvelée à la fin de la troisième saison, en juin 2023, malgré les bonnes performances globales de la radio. Cependant, sa chronique journalière, Un monde connecté, débutée à la saison 2023 dans la matinale de Guillaume Erner, Les Matins de France Culture et portant sur la même thématique, est maintenue,.

## Œuvres
Outre ses activités de journaliste radio ou télévision, François Saltiel a publié deux essais :
- François Saltiel, Le vendeur de thé qui changea le monde avec un hashtag, Flammarion, 2018

Dans son premier livre, l'auteur revient sur des exemples concrets d'influence des réseaux sur le cours des évènements, comme l'histoire d'un simple vendeur de thé devenu célèbre et facteur de paix entre l'Inde et le Pakistan,.
- François Saltiel, La société du sans-contact : Selfie d’un monde en chute, Flammarion, 2020, 224 p..

Dans son deuxième essai, La société du sans-contact, l'auteur analyse les transformations, en quelques décennies, de notre société devenue numérisée et hyperconnectée virtuellement, mais où les nouvelles technologies des géants du web s’infiltrent dans la vie de chacun au détriment du contact direct avec d’autres humains. Il reprend la formule : « dans la société du sans-contact, nous sommes seuls ensemble ».